# Riška mestna hiša
Mestna hiša v Rigi (latvijsko Rīgas rātsnams) je mestna hiša latvijske prestolnice Riga.

## Lega
Stoji v starem mestnem jedru Rige na severozahodni strani Mestnega trga (Rātslaukums) na naslovu Rathausplatz 1.

## Oblikovanje in zgodovina
Predhodnica današnje mestne hiše je bila zgrajena v začetku 14. stoletja. V pritličju je imela okreščevalnico, svetniško dvorano in dvorano za državljane. Stavba s stolpom je bila verjetno zgrajena kot opečnata stavba na pravokotnem tlorisu in je imela preproste, stopničaste stranske zatrepe, podobne mestni hiši v Talinu. Na zunanji strani stavbe je bila slika Device Marije, ki jo je leta 1466 ustvaril Johann von der Lynen.
Med severno vojno je bila uničena, zato je bila potrebna nova stavba. Novo gradnjo je leta 1750 začel inženirski podpolkovnik Friedrich von Oettinger. Stavba, financirana s prispevki mestnega sveta, je bila dokončana leta 1765. Polovico kleti so uporabljali borzni trgovci, dokler se v 19. stoletju niso preselili v lastno stavbo. Johann Gottfried Herder je ob otvoritveni slovesnosti izdal spominsko publikacijo Ali še imamo javnost in domovino starejših? (Haben wir noch jetzt das Publikum und das Vaterland der Alten?. )
Rezultat je bila dvonadstropna stavba z mansardno streho in 60 metrov dolgo ulično pročelje. Zatrep je bil okrašen z grbom, okrog stavbe je tekel venec. Stavbo je kronal graciozen zvonik. Mestna hiša je imela verando s toskanskimi stebri. Leta 1791 je bila mansardna streha razširjena. Nato je bilo od 1847 do 1850 prizidano tretje nadstropje. Mestna knjižnica Riga z 120.000 zvezki je bila leta 1883 v zgornjem nadstropju. V notranjosti je bila tudi freska. Kot okras na zunanjem območju je bila ograja iz topovskih cevi iz severne vojne, ki so bile med seboj povezane z verigami.
Hiša je služila kot zbirališče nemškega mestnega sveta, dokler ni bila ukinjena z rusko mestno reformo. V pritličju sta bila občinska diskontna banka in skrbniški urad Rige. Mestna uprava v Rigi je bila na naslovu Grosse Koenigstrasse (Ķēniņu) 5 in ne v stavbi zgodovinskega sveta.
Mestna hiša je bila v veliki meri uničena med drugo svetovno vojno. Že junija 1941 so se v bistvu ohranile le zunanje stene.
Leta 2003 je bila na istem mestu dokončana današnja mestna hiša. Nova stavba navaja zgodovinsko arhitekturo, vendar z njo združuje tudi sodobne arhitekturne elemente. Na zadnji strani stavbe je bila dodana nakupovalna arkada. Obstaja tudi zgodovinsko hrastovo deblo, ki so ga našli med gradbenimi deli.